# 18510 Шаль
18510 Шаль (18510 Chasles) — астероїд головного поясу, відкритий 16 вересня 1996 року.
Тіссеранів параметр щодо Юпітера — 3,370.